# Omorphina aurantiaca
Omorphina aurantiaca là một loài bướm đêm trong họ Noctuidae.